# Fakulta bezpečnostně právní Policejní akademie České republiky v Praze
Fakulta bezpečnostně právní (FBP) je jednou ze dvou fakult Policejní akademie České republiky v Praze, což je státní vysoká škola univerzitního typu (je tedy podřízena jakožto organizační složka státu nikoliv MŠMT, ale MVČR).
Fakulta v současnosti poskytuje studium, jak v tříletých bakalářských studijních programech (Bc.), tak ve dvouletém navazujícím magisterském studijním programu (Mgr.). Poskytován je taktéž doktorský studijní program (Ph.D.) zaměřené na samostatnou vědeckou, tvůrčí, resp. pedagogickou (akademickou), činnost. Bakalářské studium je zde nabízeno ve dvou studijních programech, které lze studovat v prezenční nebo kombinované formě. Navazující magisterské studium je zde nabízeno v jednom studijním programu v prezenční nebo kombinované formě. POLAC umožňuje vykonat také příslušné rigorózní řízení (PhDr.). Doktorský studijní program je zde poskytován v jednom studijním programu, resp. oboru, a je realizován jako univerzitní s ingerencí obou fakult.

## Členění
Mimo běžných součástí fakulty, kterými jsou standardně akademický senát fakulty, vědecká rada fakulty, děkanát, sekce proděkanů, studijní oddělení, provozní (hospodářské) oddělení, sekretariáty, disciplinární komise, se fakulta skládá z následujících pracovišť:
- Katedra policejních činností
- Katedra kriminalistiky
- Katedra kriminologie
- Katedra profesní přípravy
- Katedra kriminální policie a zpravodajských služeb
- Katedra trestního práva[4]

### Bakalářské studijní programy
- Bezpečnostně právní studia
- Policejní činnosti

### Navazující magisterské studijní programy a obory
- Bezpečnostně právní studia

### Doktorské studijní programy a obory
- Bezpečnostně právní studia

## Vedení fakulty
- doc. JUDr. Mgr. Jan Bajura, Ph.D. – děkan
- Mgr. Jozef Tóth – proděkan pro studium a rozvoj
- doc. JUDr. Ivana Zoubková, CSc. – proděkanka pro vědu a výzkum
- Mgr. Tomáš Najman – vedoucí kanceláře děkana
- Mgr. Jiří Vávra – předseda akademického senátu